# Rakovčík
Rakovčík je obec na Slovensku, v okrese Svidník v Prešovském kraji v regionu Horný Šariš. V obci žije 136 obyvatel.

## Poloha
Obec leží v oblasti Nízkých Beskyd v údolí potoka Hrabovčík, pravostranného přítoku řeky Ondavy. Povrch je mírně členitý s nadmořskou výškou v rozmezí 210 m n. m., střed obce je ve výšce 230 m. Území tvoří flyšová souvrství a svahové hlíny. Zalesněné části obce tvoří hlavně buky a břízy.
Obec sousedí na východě s obcí Mestisko a Duplín, na jihu s obcí Šarišský Štiavnik, na jihozápadě s obcí Beňadikovce, na západě s obcí Mlynárovce. 
Obcí vede státní silnice I/21 Prešov – Vyšný Komárnik (státní hranice).

## Historie
První písemná zmínka o obci pochází z roku 1572, kde je uváděná jako Rakowcz, později nesla názvy Rakocz v roce 1618, Rakovec v roce 1920 a od roku 1927 Rakovčík; maďarsky Rakóc, Felsőrákoc. Obec náležela pod panství Makovica a v 19. století měli v obci majetek Holländerovci. V roce 1787 v 22 domech žilo 160 obyvatel, v roce 1828 v 26 domech žilo 202 obyvatel. Hlavní obživou bylo zemědělství a chov dobytka.

## Památky
V severozápadním okraji obce se nachází klasicistický řeckokatolický kostel s dřevěnou věží zasvěcený Panně Marii (chrám ochrany Presvätej Bohorodičky). Byl postaven v první polovině 19. století, opravován v roce 1890 a v polovině 20. století. Kostel je jednolodní zděná stavba na půdorysu obdélníku s půlkruhovým závěrem a představenou dřevěnou věží nad vstupním průčelím. Původní věž byla poškozená a její horní část je nahrazená provizorní dřevěnou vertikálně bedněnou nadstavbou, která je zakončená lucernou. Svatyně je od roku 1988 národní kulturní památkou Slovenska.